# Sophronitis
Sophronitis es un género de orquídeas pequeñas epifitas de la subtribu Laeliinae , familia Orchidaceae, ahora se encuentra aumentado con especies que se han reclasificado procedentes del género Laelia. Las especies de Sophronitis son ampliamente conocidas por sus flores rojas, especialmente Sophronitis coccinea. Se encuentran ampliamente distribuidas por Brasil, Paraguay y NE de Argentina.

## Hábitat
Las especies de este género son epifitas y se encuentra en las tierras de clima tropical y cálido de las montañas de Brasil, Paraguay y NE de Argentina. 

## Descripción
Estas especies tienen una amplia gama de color en sus flores en racimos que pueden ser erectos o péndulos.
La mayoría son epifitas, otras son litófitas. Están muy próximas a Cattleya con las que solo tienen de diferencia el número de polinia. Los tallos son normalmente cortos.
Los pseudobulbos de unos 6 a 30 cm de longitud, son ovoides, y están claramente separados.
Cada pseudobulbo desarrolla una o dos hojas céreas, carnosas y aspecto de cuero de unos 20 cm de longitud.
La inflorescencia es en racimo y puede tener una longitud de 30 cm y llevar unas 8 flores, las cuales naranjas o púrpuras tienen los sépalos y los pétalos con la misma forma.
El labelo es trilobulado con lóbulos laterales que encierran parcialmente a la columna. El lóbulo intermedio más pequeño tiene un disco amarillo y la espuela está adosada al ovario.
Algunas especies son amarillas, y casi todas las especies tienen algunas manchas de color naranja debido a las variaciones naturales dentro de las especies.
Florecen en primavera u otoño. Las variedades Alba son raras y muy apreciadas.
Los miembros de este género se crían fácilmente en cultivo y son resistentes a las sequías. El cultivo de cada especie requiere unas condiciones específicas que corresponden con las de su hábitat natural. Muchas de ellas se pueden situar en placas, por lo que sus raíces pueden recibir corrientes de aire y aguantar ciclos de humedad o sequía. 
Muchas de las especies de Suramérica que antes estaban en el género Laelia, están ahora clasificadas en Sophronitis (van den Berg and Chase Lindleyana 15 (2), page 115, June 2000). El estado taxonómico de algunas de estas especies dentro de Laelia era dudoso por lo que fueron reclasificadas basándose en la filogenética molecular. Parece ser que algunos horticultores y taxonomistas, rechazan estos cambios y rehúyen de aceptarlas como "Sophronitis" por lo que siguen designándolas como Laelia.
Las especies de Sophronitis se hibridan fácilmente con especies dentro del género y con otros géneros próximos, tal como Cattleya (x Laeliocattleya, más de 2,000 especies), Brassavola, Bletia, Rhyncholaelia, y Laelia. La mayoría de las orquídeas híbridas pertenecen a esta categoría p.e. x Sophrolaeliocattleya, x Brassolaeliocattleya y un gran número de otras variaciones.

## Taxonomía
El género fue descrito por John Lindley y publicado en Botanical Register; consisting of coloured . . . 14: sub t. 1147. 1828.
Etimología
Sophronitis (abreviado Soph.): nombre genérico que procede de la palabra griega: sophron = Casto, Modesto; diminutivo del género sinónimo Sophronia.

## Especies
Muchas de estas especies proceden por reclasificación del género Laelia. Ahora se encuentran en el género Cattleya.
- Sophronitis acuensis : Acu Sophronitis (Brasil - Río de Janeiro).
- Sophronitis alaorii :  Sophronitis de Alaori (Brasil - Bahía).
- Sophronitis alvaroana (Brasil - Río de Janeiro).
- Sophronitis angereri : (Brasil - Minas Gerais).
- Sophronitis bahiensis (Brasil - Bahía).
- Sophronitis bicolor (Brasil).
- Sophronitis blumenscheinii: Sophronitis de Blumenschein (Brasil - Minas Gerais).
- Sophronitis bradei: Sophronitis de Brade (Brasil - Minas Gerais).
- Sophronitis brevicaulis (Brasil).
- Sophronitis brevipedunculata: Sophronitis de tallo corto (Brasil - Minas Gerais).
- Sophronitis briegeri (Brasil).
- Sophronitis caulescens: Sophronitis Caulescente (Brasil - Minas Gerais).
- Sophronitis cernua: Sophronitis nodosa (Brasil a NE. Argentina).
  - Sophronitis cernua var. alagoensis (Brasil - Alagoas). Pseudobulbo epífita
  - Sophronitis cernua var. cernua (Brasil a NE. Argentina). Pseudobulbo epífita
- Sophronitis cinnabarina: Sophronitis cinnabar (Brasil - S. Minas Gerais, Río de Janeiro).
- Sophronitis coccinea: Sophronitis escarlata (Brasil a Argentina - Misiones).
- Sophronitis crispa: Sophronitis crispada (SE. Brasil)
- Sophronitis crispata: Sophronitis precipicio morado (Brasil - Minas Gerais).
- Sophronitis dayana: Sophronitis de Day (Brasil - S. Minas Gerais a Río de Janeiro).
- Sophronitis duveenii (Brasil - Minas Gerais: Serra do Cipó).
- Sophronitis endsfeldzii: Sophronitis de Endsfeldz (Brasil - Minas Gerais).
- Sophronitis esalqueana (Brasil - Minas Gerais).
- Sophronitis fidelensis: Sophronitis de San Fidel (Brasil - Río de Janeiro).
- Sophronitis fournieri: Sophronitis de Fournier (Brasil - Minas Gerais)
- Sophronitis ghillanyi: Sophronitis de Ghilany (Brasil - Minas Gerais).
- Sophronitis gloedeniana: Sophronitis de Gloeden (Brasil - São Paulo).
- Sophronitis gracilis: Sophronitis agraciada (Brasil - Minas Gerais: Serra do Cipó).
- Sophronitis grandis: Gran Laelia (Brasil - SE. Bahía a N. Espírito Santo).
- Sophronitis harpophylla: Sophronitis hoja de hoz (Brasil - Minas Gerais a Espírito Santo).
- Sophronitis hispidula (Brasil - Minas Gerais).
- Sophronitis itambana (Brasil - Minas Gerais).
- Sophronitis jongheana: Sophronitis Jonghe (Brasil - Minas Gerais).
- Sophronitis kautskyi: Sophronitis Kautsky (SE. Brasil)
- Sophronitis kettieana: Sophronitis Kettie (Brasil - Minas Gerais)
- Sophronitis liliputana: Sophronitis enana (Brasil - Minas Gerais: Serra do Ouro Branco).
- Sophronitis lobata: Sophronitis lobulada (SE. Brasil.
- Sophronitis longipes: Sophronitis de pedúnculo largo (SE. Brasil - Serra do Cipó).
- Sophronitis lundii: Sophronitis de Lund (Bolivia a Argentina - Misiones, Salta).
- Sophronitis mantiqueirae: Sophronitis Mantiqueira (SE. Brasil).
- Sophronitis milleri: Sophronitis de Miller (Brasil - Minas Gerais).
- Sophronitis mixta (Brasil - Espírito Santo).
- Sophronitis munchowiana (Brasil - Espírito Santo).
- Sophronitis perrinii: Sophronitis de Perrin (SE. Brasil)
- Sophronitis pfisteri: Sophronitis de Pfister (Brasil - Bahía).
- Sophronitis praestans: Sophronitis espectacular (SE. Brasil)
- Sophronitis pterocarpa (Brasil to Paraguay).
- Sophronitis pumila: Sophronitis enana (SE. y S. Brasil)
- Sophronitis purpurata: Sophronitis de tallo púrpura (SE. y S. Brasil)
- Sophronitis pygmaea (Brasil - Espírito Santo).
- Sophronitis reginae: Sophronitis de Regina (Brasil - Minas Gerais).
- Sophronitis sanguiloba: Sophronitis de lóbulos rojos (Brasil – Bahía)
- Sophronitis sincorana: Sophronitis Sincora (Brasil - Bahía).
- Sophronitis tenebrosa: Sophronitis oscura (Brasil - SE. Bahía a Espírito Santo).
- Sophronitis tereticaulis: Sophronitis de doble tallo (Brasil - Minas Gerais).
- Sophronitis verboonenii (Brasil - Río de Janeiro).
- Sophronitis virens: Sophronitis de flores verdes (SE. Brasil)
- Sophronitis wittigiana: Sophronitis de Wittig (Brasil - Espírito Santo).
- Sophronitis xanthina: Sophronitis amarilla (Brasil - Bahía a Espírito Santo).

## Híbridos naturales
- Sophronitis × carassana (S. lucasiana × S. mantiqueira) (Brasil)
- Sophronitis × cipoensis (S. crispata × S. ghillanyi) (Brasil - Minas Gerais).
- Sophronitis × espirito-santensis (S. pumila × S. xanthina) (SE. Brasil)
- Sophronitis × gerhard-santosii (S. harpophylla × S. kautskyana) (SE. Brasil).
- Sophronitis × lilacina (S. crispa × S. perrinii) (SE. Brasil).
- Sophronitis × mucugense (S. bahiensis × S. pfisteri) (Brasil - Bahía).
- Sophronitis × wyattiana (S. crispa × S. lobata) (SE. Brasil)
- Sophronitis × zaslawskii (S. harpophylla × S. praestans) (SE. Brasil)

 (enlace roto disponible en Internet Archive; véase el historial, la primera versión y la última).